# Tjerni vrăch (distrikt i Burgas)
Tjerni vrăch (bulgariska: Черни връх) är ett distrikt i Bulgarien.   Det ligger i kommunen Obsjtina Kameno och regionen Burgas, i den östra delen av landet, 300 km öster om huvudstaden Sofia.